# Щербовка (Починковский район)
Щербовка — бывшая деревня в Починковском районе Смоленской области России.
Располагалась в 3 верстах к югу от современной деревни Михайловка.

## История
Щербовка впервые отмечена в 1859 году в списке населённых мест Смоленской Губернии  под названием Ивановка. В ней тогда 3 двора и 47 жителей.
На карте 1871 года она уже обозначена, как Ивановка (Щербовка) .
В 1926 году уже просто Щербовка и имеет 27 дворов .
В 1978 году деревня ещё существовала и входила в Васьковский сельсовет Починковского района .
В 1993 году уже числилась, как деревня прекратившая существование .